# Under My Skin (musikalbum)
Under My Skin är det femte och sista studioalbumet av svenska musikgruppen Play, släppt den 21 april 2010. Detta var gruppens sista album, eftersom mindre än ett halvår efter att Faye Hamlin lämnade för andra gången upplöstes gruppen för andra gången också.

## Låtlista
| Nr           | Titel                          | Längd |
| ------------ | ------------------------------ | ----- |
| 1.           | Famous                         | 2:52  |
| 2.           | Consequence of You             | 3:55  |
| 3.           | Show Me What You Got           | 3:22  |
| 4.           | Not the One                    | 3:38  |
| 5.           | Under My Skin                  | 3:45  |
| 6.           | Trash                          | 3:02  |
| 7.           | Second Hand Love               | 3:35  |
| 8.           | Girls                          | 3:12  |
| 9.           | When Love Is Bleaching Bad     | 3:14  |
| 10.          | Personal Victory               | 3:08  |
| 11.          | Famous (Electro Remix)         | 3:15  |
| 12.          | Famous (Club Remix)            | 6:22  |
| 13.          | Consequence of You (Dance Mix) | 3:43  |
| 14.          | Famous (Bonus Video)           | 2:50  |
| Total längd: | Total längd:                   | 49:52 |